# Percivall Pott
Percivall Pott (6 gennaio 1714 – Londra, 22 dicembre 1788) è stato un chirurgo britannico tra i fondatori della moderna ortopedia.

## Biografia
Fu assistente chirurgico al St Bartholomew's Hospital nel 1744 e chirurgo autonomo dal 1749 al 1787.
La vita di Pott fu sconvolta nel 1756, quando cadde da cavallo e si ruppe una gamba. Da questo episodio deriva il nome della cosiddetta frattura di Pott di entrambi malleoli. Per lungo tempo combatté con la morte e rischiò l'amputazione della gamba.
Nel 1768, completamente risanato, pubblicò Some Few Remarkes upon Fractures and Dislocations. Questo libro fu tradotto in francese e in italiano e acquistò grande notorietà.
Tra i più importanti chirurghi della sua epoca insieme a John Hunter, Pott si batté contro l'abuso della cauterizzazione, che riteneva cancerogena. Nel 1775 fondò un'associazione allo scopo di prevenire i fattori cancerogeni.

## Opere
- Remarks on that Kind of Palsy the Lower Limbs
- A treatise on ruptures (1756)
- Chirurgical Observation
- Some Few Remarkes upon Fractures and Dislocations (1768)